# 平度州
平度州是明清時期山東萊州府所屬州，其轄地在今山東平度市一帶地方。
元膠水縣，洪武二十二年正月改置平度州，領縣二：濰縣、昌邑縣，清雍正十二年削所領濰、昌邑